# Heavy (песня Linkin Park)
«Heavy» ([ˈhɛvi], с англ. — «Тяжело») — сингл американской рок-группы Linkin Park при участии поп-певицы Kiiara, ставшая первым синглом из седьмого студийного альбома группы One More Light. Сингл вышел 16 февраля 2017 года.

## Запись
Участники группы Майк Шинода, Честер Беннингтон и Брэд Дэлсон написали «Heavy» в соавторстве с певицей Джулией Майклз и Джастином Трентером, известным по работе над песнями для Джастина Бибера, Селены Гомес и Гвен Стефани. Текст песни повествует о сложностях в жизни, с которыми сталкивается каждый человек; Честер Беннингтон признал, что он испытывает трудности даже в хорошие дни. Вокалист отметил, что строчка: «I don't like my mind right now» - это он «24 часа в сутки». В этом же интервью Беннингтон также поделился своим мнением: «Большинство моих проблем — это проблемы, которые я создаю сам. Вот о чем эта песня — о том времени, когда вы сознательно смотрите на них. Как только вы осознаете, что это, то вы сможете отделить себя от них и сделать что-нибудь с этим, вместо того, чтобы просто быть в них».
В одном из видео, предваряющем выход сингла, Джо Хан высказал идею о записи песни с женским вокалом, что могло бы стать новым и нестандартным элементом для творчества группы и придать песне динамику. Во время записи песни Беннингтон, услышав вокал Джулии Майклз, предложил ей стать приглашённой вокалисткой, но та отказалась. В результате группа записала песню только с вокалом Беннингтона на случай, если они не смогут найти подходящую им вокалистку. Певицу Kiiara группе представил диджей Зейн Лоу; ранее он брал интервью у певицы, и та сказала, что Linkin Park — её любимая группа. Майк Шинода был заинтригован, поскольку творчество певицы очень сильно отличалось от типичного звучания Linkin Park. В результате Kiiara записала вокальную партию, которую вставили в уже готовую песню. Группе понравилась получившаяся версия трека; Шинода заявил, что появление женского вокала придало песне дополнительный смысл.

## Выпуск и продвижение
Композиция была выпущена, как первый сингл с седьмого альбома группы One More Light. Она вышла 16 февраля 2017 года. Видеоклип к песне появится 9 марта. Группа также выпустила пару ремиксов к треку от нидерландского диджея Ники Ромеро и от Disery.

## Отзывы
Отзывы о «Heavy» от музыкальных критиков в большинстве оказались негативными. Основным поводом для недовольства стал отход группы от стилистики ню-метал к поп-ориентированному звучанию. Рецензент журнала Spin Анна Гака, заявила, что это неудачная попытка сделать что-то актуальное по сравнению с популярными на тот момент рэп-рок группами, такими как Twenty One Pilots; критик заявила, что группа «бесстыдно преклонила колени перед вкусами чартов». Издание Music Feeds отметило ироничность в названии песни (с англ. — «тяжёлый»), в то время как сама песня звучит как данс-поп дуэт. Эллисон Стюарт из The Washington Post назвала песню «неуклюжей» и заявила, что она «по ощущениям, если не по звучанию, подражает песне the Chainsmokers „Closer“, в которой Kiiara заменяет Холзи».
Отзывы поклонников группы также оказались негативными. Такая реакция фанатов группы вдохновила группу «Bloodywood» записать кавер-версию песни в стиле ранних альбомов Linkin Park Hybrid Theory и Meteora, кавер-версия привлекла внимание многих музыкальных сайтов, в том числе Loudwire и Team Rock, которые заявили, что «именно так должна звучать „Heavy“ от Linkin Park». Музыканты Linkin Park также не обошли вниманием кавер-версию, выложив видео с репетиции, где они сыграли часть кавера, а Беннингтон шутливо заявил: «Вот ваша чёртова Hybrid Theory, а теперь заткнитесь».

## Список композиций
Цифровой сингл
| №  | Название                     | Длительность |
| -- | ---------------------------- | ------------ |
| 1. | «Heavy» (совместно с Kiiara) | 2:49         |

CD сингл
| №  | Название                   | Длительность |
| -- | -------------------------- | ------------ |
| 1. | «Heavy» (featuring Kiiara) | 2:49         |
| 2. | «Heavy» (Instrumental)     | 2:49         |

Радио CD сингл
| №  | Название                                     | Длительность |
| -- | -------------------------------------------- | ------------ |
| 1. | «Heavy» (featuring Kiiara)                   | 2:49         |
| 2. | «Heavy» (featuring Kiiara) (Clean)           | 2:49         |
| 3. | «Heavy» (Instrumental)                       | 2:49         |
| 4. | «Heavy» (featuring Kiiara) (TV Track)        | 2:49         |
| 5. | «Heavy» (featuring Kiiara) (A Capella)       | 2:49         |
| 6. | «Heavy» (featuring Kiiara) (Clean A Capella) | 2:49         |

## Позиции в чартах
«Heavy» дебютировала на 52 месте хит-парада Billboard Hot 100; за первую неделю после выхода сингла было продано 35000 его копий. На следующей неделе песня не удержала позиции и упала на 82 строку чарта.
| Чарт (2017)                                  | Наивысшая позиция |
| -------------------------------------------- | ----------------- |
| Австралия (ARIA)                             | 33                |
| Австрия (Ö3 Austria Top 40)                  | 25                |
| Бельгия/Фландрия (Ultratip Bubbling Under)   | 4                 |
| Канада (Billboard Canadian Hot 100)          | 56                |
| Чехия (Rádio — Top 100)                      | 30                |
| Чехия (Singles Digitál Top 100)              | 36                |
| SNEP                                         | 112               |
| Германия (GfK)                               | 31                |
| Венгрия (Rádiós Top 40)                      | 1                 |
| Венгрия (Single Top 40)                      | 1                 |
| IRMA                                         | 88                |
| (FIMI)                                       | 78                |
| Heatseekers (RMNZ)                           | 2                 |
| Польша (Polish Airplay Top 100)              | 37                |
| Португалия (AFP)                             | 57                |
| Шотландия (OCC Scotland)                     | 25                |
| Словакия (Rádio — Top 100)                   | 36                |
| Словакия (Singles Digitál Top 100)           | 59                |
| SloTop50                                     | 23                |
| Испания (PROMUSICAE)                         | 44                |
| Швейцария (Schweizer Hitparade)              | 37                |
| Великобритания (OCC UK Singles)              | 53                |
| США (Billboard Hot 100)                      | 52                |
| США (Billboard Adult Pop Airplay)            | 16                |
| США (Billboard Alternative Airplay)          | 22                |
| США (Billboard Hot Rock & Alternative Songs) | 2                 |
| США (Billboard Pop Airplay)                  | 16                |
| США (Billboard Rock & Alternative Airplay)   | 46                |